# Paris-Roubaix 2013
Paris-Roubaix 2013 a fost a 111-a ediție a Paris-Roubaix, o cursă clasică de ciclism de o zi din Franța. Evenimentul a avut loc pe 7 aprilie 2013 și s-a desfășurat pe o distanță de 254,5 kilometri până la velodromul din Roubaix. Câștigătorul a fost Fabian Cancellara din Elveția de la echipa RadioShack–Leopard.

## Rezultate
| Loc | Concurent                 | Echipă                  | Timp       |
| --- | ------------------------- | ----------------------- | ---------- |
| 1   | Fabian Cancellara (SUI)   | RadioShack–Leopard      | 5h 45' 33" |
| 2   | Sep Vanmarcke (BEL)       | Blanco Pro Cycling      | a.t.       |
| 3   | Niki Terpstra (NED)       | Omega Pharma–Quick-Step | + 31"      |
| 4   | Greg Van Avermaet (BEL)   | BMC Racing Team         | + 31"      |
| 5   | Damien Gaudin (FRA)       | Team Europcar           | + 31"      |
| 6   | Zdeněk Štybar (CZE)       | Omega Pharma–Quick-Step | + 39"      |
| 7   | Sebastian Langeveld (NED) | Orica–GreenEDGE         | + 39"      |
| 8   | Juan Antonio Flecha (ESP) | Vacansoleil             | + 39"      |
| 9   | Alexander Kristoff (NOR)  | Katiușa                 | + 50"      |
| 10  | Sébastien Turgot (FRA)    | Team Europcar           | + 50"      |